# Laguna Yolnabaj
A Laguna Brava  também conhecida como Laguna Yolnabaj é um lago de origem cársica localizado na Guatemala, cuja cota de altitude é de 1142 metros acima do nível do mar. Apresenta uma área de 3.80 quilómetros quadrados. Localiza-se no departamento de Huehuetenango, no município de Nentón.
Este lago localiza-se muito próximo da fronteira com o México e é muito rico em cursos de água subterraneos. 

## Galeria

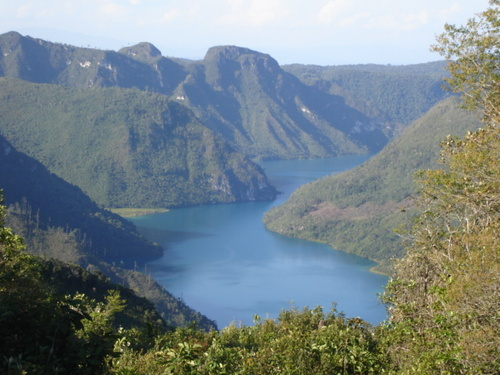
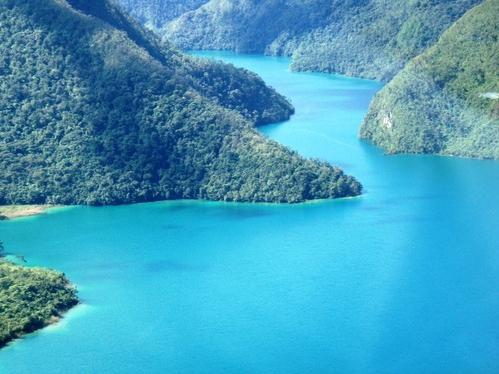